# Mohrenbach (Jossa)
Der Mohrenbach ist ein rechter Zufluss der Jossa im Spessart im Landkreis Main-Spessart in Bayern und im Main-Kinzig-Kreis in Hessen.

## Geographie

### Verlauf

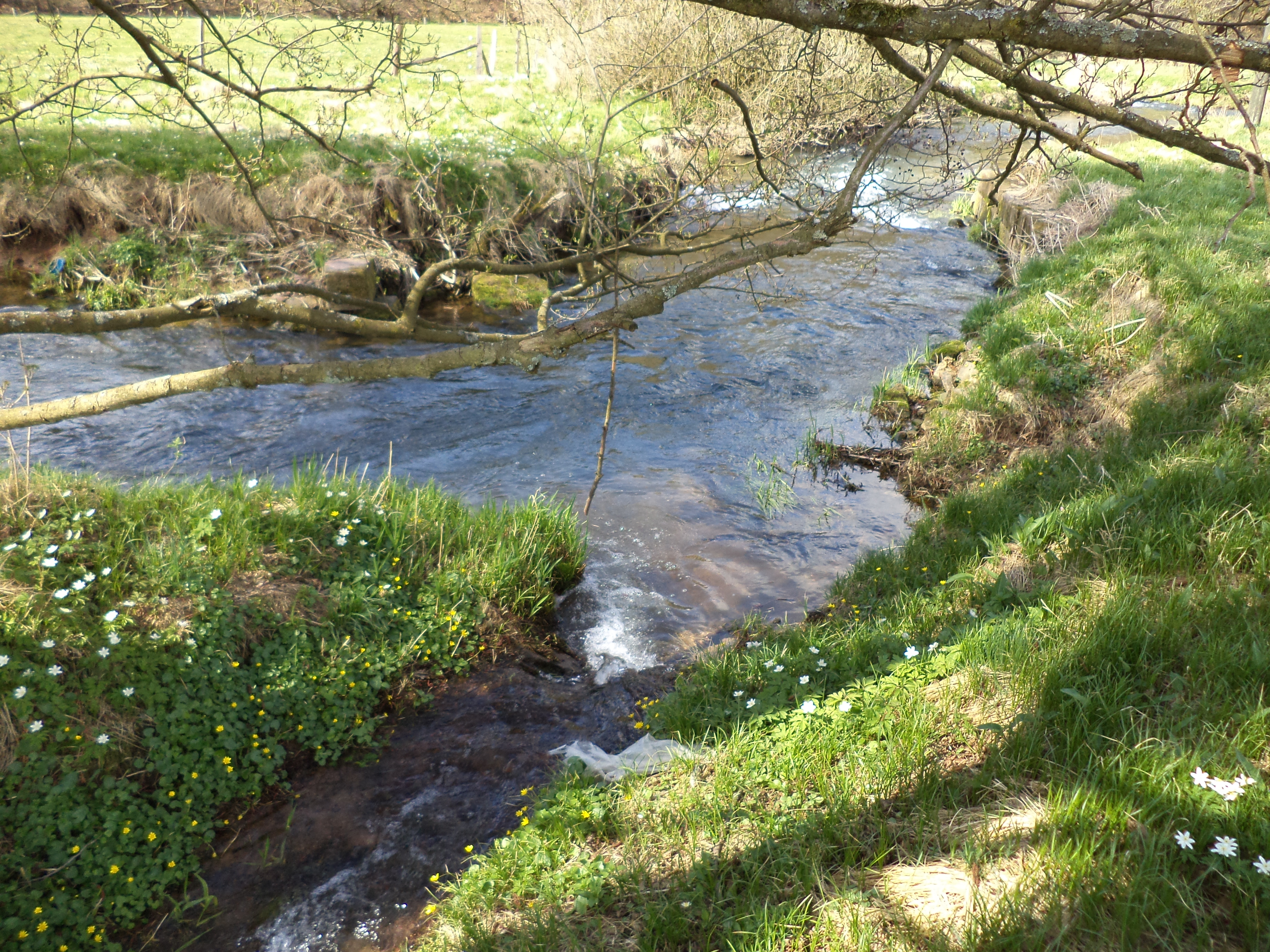
Der Mohrenbach (vorne) mündet in die Jossa

Der Mohrenbach entspringt auf einer Höhe von 460 m ü. NHN dem Goldbrunnen, im gemeindefreien Gebiet Burgjoß westlich von Emmerichsthal in Bayern. 
Er fließt in westliche Richtung, versickert dort oft und tritt erst wieder in den zur Gemeinde Obersinn gehörenden Mohrenbachswiesen zu Tage. Er verläuft dann über die Landesgrenze nach Hessen und mündet schließlich auf einer Höhe von 290 m ü. NHN zwischen Burgjoß und Mernes von rechts in die Jossa.
Auf seinem 3,7 km langen Weg überwindet der Bach einen Höhenunterschied von etwa 170 m, was einem mittleren Sohlgefälle von 46 ‰ entspricht. Der Mittelbühlgraben entwässert ein 6,5 km großes Einzugsgebiet über die Jossa, die Sinn, die Fränkische Saale, den Main und den Rhein zur Nordsee. 

### Flusssystem Sinn
- Liste der Fließgewässer im Flusssystem Sinn